# Quillebeuf-sur-Seine
Quillebeuf-sur-Seine ist eine französische Gemeinde mit 838 Einwohnern (Stand 1. Januar 2022) im Département Eure in der Region Normandie; sie gehört zum Arrondissement Bernay und zum Kanton Bourg-Achard.
Quillebeuf ist die nördlichste Gemeinde des Départements Eure. Sie liegt am linken Ufer der Seine und ist eine alte Hafenstadt.

## Geschichte
Der Ortsname wurde erstmals 1025 als Cheliboey oder Cheliboy urkundlich erwähnt. Der Ursprung des ersten Teils des Ortsnamens ist nicht bekannt. Das germanische Suffix -beuf ist aus both oder buth entstanden und bedeutet ‚Bude‘.
Nachdem in Rouen 1557 und in Évreux 1559 eine offizielle reformierte Kirche eingerichtet worden war, folgte Quillebeuf-sur-Seine diesem Beispiel. Die protestantische Kirche in Quillebeuf bestand bis zur Aufhebung des Edikts von Nantes mit dem Edikt von Fontainebleau im Jahr 1685. Die ehemalige Hauptstadt des Roumois wurde im Zuge der Hugenottenkriege 1562 zerstört, deshalb stammt das älteste Haus erst aus dem 16. Jahrhundert. Dafür verlieh Heinrich IV. (1553–1610) den Schiffern von Quillebeuf und Caudebec-en-Caux das Privileg als Lotsen für die Seeschiffe, die nach Rouen hinauf geleitet werden mussten, zu fungieren.
1674 stand die Stadt im Zentrum der gescheiterten Verschwörung des Gouverneurs Louis de Rohan gegen den König.
Im Jahr 1910 ergänzte Quillebeuf den Ortsnamen um den Zusatz sur-Seine.
Im Zweiten Weltkrieg (1939–1945) wurde Quillebeuf-sur-Seine zwischen dem 6. Juni und 10. Juli 1944 während der Operation Overlord durch die Alliierte Luftwaffe bombardiert.
| Bevölkerungsentwicklung | Bevölkerungsentwicklung | Bevölkerungsentwicklung | Bevölkerungsentwicklung | Bevölkerungsentwicklung | Bevölkerungsentwicklung | Bevölkerungsentwicklung | Bevölkerungsentwicklung |
| ----------------------- | ----------------------- | ----------------------- | ----------------------- | ----------------------- | ----------------------- | ----------------------- | ----------------------- |
| Jahr                    | 1962                    | 1968                    | 1975                    | 1982                    | 1990                    | 1999                    | 2014                    |
| Einwohner               | 1.087                   | 1.245                   | 1.201                   | 1.100                   | 1.044                   | 1.011                   | 941                     |

## Sehenswürdigkeiten
Die romanische Kirche Notre-Dame wurde im 12. Jahrhundert errichtet und ist seit 1862 ein Monument historique (geschütztes Baudenkmal).

## Kultur
Quillebeuf-sur-Seine ist mit einer Blume im Conseil national des villes et villages fleuris (Nationalrat der beblümten Städte und Dörfer) vertreten. Die „Blumen“ werden im Zuge eines regionalen Wettbewerbs verliehen, wobei maximal drei Blumen erreicht werden können.
Auf dem Gemeindegebiet gelten kontrollierte Herkunftsbezeichnungen (AOC) für Pont-l’Évêque sowie geschützte geographische Angaben (IGP) für Schweinefleisch (Porc de Normandie), Geflügel (Volailles de Normandie) und Cidre (Cidre de Normandie und Cidre normand).